# Melanom cutanat
Termenul de melanom a fost utilizat pentru prima oară în anul 1812 de Renė Laennec pentru a descrie un caz de diseminare metastatică al afecțiunii. Melanomul cutanat se dezvoltă prin transformări maligne ale celulelor melanocitare producătoare de pigmenți, din stratul bazal al epidermei, și este cel mai agresiv tip de cancer al pielii.
Incidența cancerelor cutanate care nu sunt melanom și melanom a crescut în ultimele decenii. În prezent, între 2 și 3 milioane de cazuri cancer de piele non-melanom și 132.000 de cancere de piele de tip melanom apar la nivel global în fiecare.
Incidența globală a melanomului continuă să crească — totuși, principalii factori care predispun la dezvoltarea melanomului par a fi legați de expunerea recreativă la soare și de un istoric de arsuri solare.

## Concepte generale
Melanomul este o tumoră malignă derivată din celule melanocitare (pigmentare). Cel mai frecvent loc de apariție este pielea, însă ocazional se poate dezvolta și în alte organe : ochi, mucoasa orală sau nazală, mucoasa anorectală sau vulvară, mucoasa gastrointestinală, sistemul nervos central.
Melanomul reprezintă o cauza majoră de moarte prematură prin cancer. Factorii de risc includ istoric personal sau familial de melanom, distribuție largă de nevi melanocitari și/sau displazici, nevi melanocitari congenitali de dimensiuni mari, tenuri deschise la culoare, predispoziție la arsuri solare, leziuni ale pielii cauzate de expunerea la soare, istoric de cancer al pielii non-melanocitar și imunodeficiență.

## Epidemiologie
Incidența melanomului dintre toate tipurile de cancer, este de 4% la femei și de 5% la bărbați. În ciuda probabilității reduse de transformare, poate dovedi carcateristici de evoluție rapidă și diseminare sistemică. Cu toate că melanomul malign reprezintă doar 4% dintre toate tipurile de cancer de piele, este responsabil de o proporție de 80-85% dintre toate decesele cauzate de cancere ale pielii.
Aproximativ 160.000 de noi cazuri de melanom malign și 48.000 de decese sunt înregistrate anual, la nivel global.
lncidența anuală în Europa variază de la 3-5 cazuri/100.000 persoane în țările Mediteraneene, la 12–35 cazuri/100.000 de persoane în țările Nordice; în ceea ce privește Australia și Noua Zeelandă, incidența poate atinge și peste 50 cazuri/100.000 de persoane. În Statele Unite ale Americii, incidența ajunge la 20–30 cazuri/100.000 de locuitori.

## Factori de risc

### Umani

#### Fototipul pielii
Au fost indentificate mai multe tipuri de piele, denumite fototipuri, de la I la IV, clasificate in functie de cantiatea de pigment si de reactia inregistrata de expunerea la soare.
Persoanele cu fototipurile cutanate I sau II au pielea alba, par blond sau roscat, numerosi pistrui, ochi albastri si sunt cei mai sensibili la expunerea la ultraviolete. Prin urmare, acesti indivizi sunt predispusi la un risc mai mare de a dezvolta melanom la nivelul pielii, ca urmare a rezistentei scazute la razele UVB.

#### Nevi pigmentari
Nevii dermici, nevii pigmentari sau simplu - alunițele, sunt proliferări benigne ale melanocitelor în piele. De obicei, nu prezintă modificări în dimensiune și evoluție, și pot chiar să dispară pe parcursul vieții. Aproximativ 33% din melanoame derivă direct din nevi pigmentari. Persoanele cu multiplii nevi pigmentari ce diferă în dimensiune și culoare sunt mai predispuse la dezvoltarea Mc. În plus, aceste persoane, de cele mai multe ori, sunt persoane cu fototip cutanat I sau II.

#### Cancer de piele non-melanocitar
Pacienți cu carcinom scuamos, carcinom bazo-celular și keratoză actinică prezintă un risc crescut de dezvoltare a cancerului de piele. Acest fapt, se datorează în mare parte, factorilor genetici și a expunerii prelungite la soare.

### De mediu

#### Expunerea la radiații UV
Expunerea la radiațiile ultraviolete reprezintă cel mai mare factor de risc implicat în apariția melanomului cutanat (Mc). Atât lumina solară cât și sistemele de iluminare artificială reprezintă surse de radiații UV. Spectrul de lumină (vizibil) în care se încadrează acest tip de radiații conține unde electromagnetice cu o lungime cuprinsă între 200–400 nm. Lungimea undelor radiațiilor UVB măsoară între 290–320 nm și sunt cele mai carcinogene pentru piele. Undele sale sunt absorbite în cea mai mare măsură de proteinele și acizil nucleici ai celulelor pielii, inclusiv melanocite. Interacționează direct prin reacții de stres oxidativ, care perturbă funcția melanocitelor. Există și un efect indirect dăunător al razelor prin inițierea unor mecanisme de regenerare celulară la nivelul ADN-ului. Acest defect ireversibil promovează apariția numeroaselor mutații, care induc carcinogeneza cu transformarea celulelor normale în celule canceroase.

#### Localizarea geografică
Incidența melanomului malign cutanat variază în funcție de localizarea geografică. Cea mai mare incidență este înregistrată în țările Noua Zeelandă și Australia. Cea mai mare incidență în Europa este înregistrată în partea Nordică, în special în Peninsula Scandinavia. Cea mai mică incidență a melanomului se regăsește în partea Estică și Sudică a Europei.

#### Consumul de pesticide
Persoanele care lucrează în agricultură cu erbicide sunt mai predispuși la dezvoltarea melanomului acral localizat la nivelul palmelor sau ale tălpilor. Cele mai utilizate erbicide cu risc carcinogen sunt următoarele: atrazina, propanil, pendimetalin, glifosat, acetoclor, imazetapir, alaclor. Incidența persoanelor cu melanom acral care intră în contact cu aceste erbicide este mai mare decât persoanele care nu fac asta.

## Fiziopatologie

### Semne și Simptome
Alunițele atipice, leziunile inflamate, nodulii (umflăturile), roșeața și petele, semnele sau modificările de orice fel prin care pielea poate arăta sau simți diferit, ar putea fi o suspiciune de melanom sau alt tip de cancer de piele, sau o probabilitate de apariție în viitorul apropiat.
Alunițele normale se prezintă, de regulă, sub forma unei colorații maro uniforme, a unui bronz sau a unei pete negre pe piele. Poate avea o suprafață plană sau ridicată. Poate fi rotundă sau ovală. Alunițele au, de regulă, o dimensiune mai mică de 6 mm în diametru. Unele alunițe pot fi prezente la naștere, dar majoritatea se dezvoltă în copilărie sau în primele decade de viață. Odată ce o aluniță a apărut pe piele, ea își va menține dimensiunea, forma și colorația de-a lungul mai multor ani. Unele pot să dispară sau să se estompeze.

Majoritatea alunițelor nu prezintă motive de alarmă și sunt inofensive.Cu toate acestea, este importantă analiza și recunoașterea schimbărilor care pot afecta aspectul aluniței - dimensiunea, forma, culoarea, textura - care ar putea sugera apariția melanomului.
Cel mai important semnal de alarmă al melanomului îl reprezintă apariția unei pete noi pe piele sau o pată care se schimbă în dimensiune, formă sau culoare.
Un alt semn important îl reprezintă o pată care arată cu totul diferit față de alte pete de pe piele (denumit în practica medicală și semnul "rațuștei urâte").
Pentru a facilita recunoașterea semnelor de melanom sau de apariție a melanomului, s-a creat un ghid special cunoscut și sub numele de Regulile ABCDE:
A→ASIMETRIE: 1/2 dintr-o aluniță sau semn de naștere nu este identică cu cealaltă jumătate.
B→BORDURĂ: marginile sunt neregulate, "zdrențuite", crestate sau neclare (fade).
C→CULOARE: culoarea nu este aceeași peste tot (neuniformă), și prezintă mai multe nuanțe de maro și negru, uneori cu petice de roz, roșu, alb sau albastru.
D→DIAMETRU: dimensiunea este mai mare de 6 mm, cu toate că melanomul poate fi și mai mic de atât.
E→EVOLUȚIE: alunița se schimbă în dimensiune, formă și culoare (modificări evidente observate în ultima perioadă).
Nu toate melanoamele corespund acestor criterii. Alte semne de alarmă pot fi:
- o rană care nu se mai închide sau vindecă
- răspândirea pigmentului dintr-o pată pigmentară în aria de piele înconjurătoare
- roșeață sau inflamație dincolo de marginea unei alunițe

- apariția unor senzații precum prurit (mâncărime), sensibilitate sau durere
- modificări pe suprafața aluniței: scuame, colecții lichidiene, sângerare sau apariția unei umflături.

### Tipuri

#### Melanom superficial
Melanomul superficial este cel mai comun în persoanele cu piele deschisă la culoare și reprezintă o proporție de 70% dintre toate tipurile de melanom malign. Regiunile corpului cu cea mai îndelungată expunere intermitentă la soare este față anterioară a toracelui (pieptul) la bărbați și membrele inferioare (picioarele) la femei.
Leziunile se prezintă inițial sub forma unor macule sau petice asimetrice, cu variațiuni de culoare și margini iregulate, iar mai târziu capătă un aspect tipic de papulă sau nodul. Acest tip de melanom prezintă riscul cel mai mare de a se dezvolta dintr-un nev melanocitic anterior.

### Stadializare
În melanomul malign cutanat, întocmirea unui raport de patologie reprezintă un pas important pentru stadializarea și initierea unui plan de tratament personalizat. Prin urmare, o comunicare strânsă cu medicul anatomo-patolog este esențială. Un raport de patologie trebuie să includă:
- Indicele de grosime Breslow
- Nivelul de invazie Clark
- Tipul histopatologic de melanom
- Prezența sau absența ulcerației
- Rata de diviziune mitotică (indicele mitotic)
- Tipul de creștere (orizontală sau verticală)
- Afectare vasculară sau perineurală
- Margini chirurgicale laterale și profunde

În plus, analizele moleculare și testele de mutație genetică (BRAF, NRAS) pot fi necesare în special pentru pacienții cu metastaze la distanță sau metastaze regionale dificil de abordat chirurgical, care sunt candidați la tratament medical sistemic sau țintit. După diagnosticul histopatologic al melanomului malign, trebuie efectuat un examen fizic detaliat pentru alte leziuni pigmentare suspecte, tumori satelite, ganglioni regionali și metastaze sistemice.

## Diagnostic

### Examenul obiectiv
Recunoașterea clinică a melanomului în stadii incipiente rămâne cea mai eficientă metodă pentru gestionarea cu succes a acestor cazuri și creșterea supraviețuirii pacienților.

### Dermatoscopia
Dermatoscopia a devenit o tehnică de examinare indispensabilă pentru mulți clinicieni în diagnosticul leziunilor cutanate. Diverse studii și metaanalize ale literaturii au validat acuratețea superioară a dermatoscopiei față de examenul clinic.
Un dispozitiv (numit dermatoscop) emite lumină polarizată pe piele (microscopie prin epiluminiscență) și mărește leziunile pielii cu sau fără ajutorul unui mediu lichid (ex.: apă, ulei de imersie sau alcool), permițând medicului să vizualizeze distribuția pigmentului și structurile pielii (superficiale și profunde), prin anularea reflexiilor naturale de la suprafața pielii.
Dermoscopia este o metodă care s-a dovedit a fi utilă în îmbunătățirea acurateții diagnosticului realizat de un dermatolog, de la 10% până la 27%. Într-un studiu realizat pe un grup de medici de familie care au folosit dermatoscopia după un curs de formare de o singură zi, concluzia a fost că aceștia au putut să-și mărească sensibilitatea pentru detecția melanomului cu aproximativ 25%. Prin urmare, formarea este esențială pentru succesul dermatoscopiei.

### Examen histopatologic
Reprezintă "gold standard"-ul în diagnosticul melanomului cutanat. Atât ghidul american, cât și cele europene recomandă stabilirea diagnosticului histopatologic de către un dermatopatologist sau anatomopatolog experimentat în interpretarea leziunilor melanocitice.

#### Biopsia de ganglion limfatic santinelă
Aproximativ 20% dintre pacienți diagnosticați cu melanom cu o grosime Breslow mai mare de 1 mm,  prezintă metastaze la nivelul nodulilor limfatici regionali, iar riscul de diseminare crește cu extinderea leziunii.
Examenul clinic al nodulilor limfatici nu are valoare predictivă, iar metastazele de mici deminsiuni sunt dificil de identificat prin intermediul examenelor imagistice. De aceea, examenul histopatologic este foarte important.
Inițial, melanomul drenează lichidul limfatic către rețeaua limfatică regională. Lichidul limfatic ajunge la primul ganglion limfatic, de pe traseul vaselor limfatice, numit ganglion limfatic santinelă, care prin definiție, reprezintă prima “stație” de drenaj a tumorii primare, în care diseminează celulele canceroase. De aici, lichidul limfatic este drenat și către ceilalți ganglioni limfatici din aceeași rețea localizată în proximitatea melanomului. Prin urmare, celulele neoplazice vor fi prezente, în prima etapă, la nivelul ganglionului santinelă, care reflectă condiția generală a rețelei din care face parte. Scopul biopsiei de nodul santinelă devine, în acest sens, identificarea metastazelor într-un stadiu incipient al afecțiunii neoplazice.
Un melanom poate să dreneze lichidul limfatic în unul sau mai multe bazine limfatice, caz des întâlnit în localizarea melanomului la nivelul medianei trunchiului, sau în regiunea capului și a gâtului.
Limfoscintigrafia s-a dovedit a fi o metodă eficientă în identificarea a cel puțin unui ganglion limfatic santinelă la aproape toți pacienții, și poate identifica numărul și localizarea acestora, procedeu denumit cartografiere limfatică.
Grosimea Breslow este cel mai important factor care determină indicația pentru biopsie de nodul santinelă. Indicele Breslow caracterizează gradul de invazie al neoplaziei localizată la regiunea cutanată.
Indicații ale biopsiei de ganglion santinelă la pacienți cu melanom includ, dar nu se limitează, la următoarele:
- Melanom invaziv cu grosime Breslow > 1mm
- Pacienți cu melanom având grosime Breslow < 1 mm, dar cu următoarele criterii de selecție:

- ulcerație prezentă la nivelul leziunii
- rata diviziunii mitotice crescută (=rată de proliferare a celulelor canceroase)
- regresia leziunii cu dovadă documentată anterior a grosimii >=1 mm
- regresie de până la 50–75% a întregii leziuni pigmentare

Datorită ratei crescute de supraviețuire de care pacienții beneficiază de pe urma procedurii de limfadenectomie multi centrată selectivă, biopsia de nodul santinelă se recomandă pentru melanom având o grosime Breslow de valoare intermediară, cuprinsă între 1,2–3,5 mm.
Contraindicații:
- Melanom primar și satelitoză (hiperplazia celulelor gliale) : acești pacienți se află deja în stadiul III de diseminare a afecțiunii neoplazice, iar informațiile oferite de biopsia ganglionului santinelă nu va schimba prognosticul sau abordarea terapeutică.
- Pacienți care au melanom de grosime semnificativă au de obicei un prognostic slab și un risc ridicat de diseminare la distanță, documentată paraclinic.
- La pacienți cu o grosime mică a melanomului, riscul de diseminare ganglionară se află sub 5%, și nu se recomandă biopsia de ganglion santinelă (grosime<1 mm sau melanom in situ)
- Stare generală deteriorată
- Comorbidități asociate
- Complianța scăzută a pacientului
- Diseminare la distanță (invazie neoplazică sistemică sau metastaze ale ganglionilor limfatici evidențiate la examenul clinic sau ecografie).

Biopsia de nodul santinelă este mult facilitată dacă localizarea melanomului se află la nivel extremităților sau a trunchiului. În regiunea capului și a gâtului , gradul de dificultate al procedurii este mult ridicat din cauza drenajului limfatic și a anatomiei mult mai complexe de la acest nivel.
Cu toate acestea, s-a demonstrat o rată de succes de identificare a nodulului santinelă de până la 95,2 %, care poate fi mult îmbunătățită cu ajutorul limfoscintigrafiei preoperatorii SPECT, și utilizarea intraoperatorie a gamma-probe.
Avantaje ale biopsiei ganglionului santinelă:
- reprezintă o procedură de acuratețe superioară , în ceea ce privește identificarea metastazelor de dimensiuni foarte mici, care nu sunt vizibile la ecografie.
- are valoare predicativa deosebit de importantă, un exemplu foarte concludent îl regăsim în cazul pacienților cu leziune de dimensiuni cuprinse între 1–4 mm:

—în medie, o singură persoană din 10 va avea un risc de mortalitate crescut dacă biopsia de ganglion santinelă este negativă.
—aproximativ 3 persoane din 10 sunt supuși riscului de deces dacă biopsia de ganglion santinelă este pozitivă.
Pacienții cu biopsie pozitivă de ganglion santinelă pot fi înrolați sau propuși pentru studii clinice pentru tratamente noi.
Dezavantaje ale biopsiei ganglionului santinelă:
- scopul procedurii nu este tip de curativ, ea este utilizată pentru stadializarea neoplaziei; în cazul în care biopsia este pozitivă pentru nodul santinelă, se recomandă rezecția nodulilor limfatici regionali, cel puțin în cazul pacienților cu o grosime Breslow mai mare de 1 mm (control regional al neoplaziei).

Informațiile obținute din stadializare sunt de importanță critică pentru abordarea și deciziile legate de terapiile adjuvante.
- complicațiile apar rar, în 4–10 % dintre cazuri, cele mai frecvente sunt: limfedem, serom, reacții alergice.[5]

## Prognostic
Aproximativ 90% dintre melanoame sunt diagnosticate ca tumori primare, fără dovezi clinice ale metastazelor. Rata medie de supraviețuire pe 10 ani în cazul acestor tumori este de 75–85 %.
Când este detectat devreme, rata de supraviețuire pe 5 ani pentru melanom este de 99%.
Factori histologici de prognoză a melanomului primar sunt:
- indicele Breslow
- prezența ulcerațiilor
- rata de diviziune mitotică

Prognosticul scade odată cu vârsta înaintată, a sexului persoanei (masculin) și cu localizarea melanomului ( melanom de la nivelul capului și gâtului, precum și a trunchiului)
Melanoamele pot metastaza fie pe cale limfatică, fie pe cale hematogenă. Aproximativ 2/3 din metastaze (tumori secundare) sunt localizate inițial la nivelul rețelei limfatice locale către care drenează regiunea anatomică în care se regăsește melanomul.
Metastazele localizate la distanță mai mare determină un prognostic slab cu o medie a supraviețuirii la pacienți netratați de doar 6-9 luni.

## Tratament

### Chirurgical
Managementul chirurgical al melanomului trebuie planificat conform diagnosticului confirmat la examenul histopatologic, exciziei locale lărgite și stadializării ganglionilor limfatici.
Caracteristicile patologice ale tumorii primare, localizarea anatomică, preferințele pacientului, comorbiditățile asociate, precum și rezultatele estetice și funcționale trebuiesc luate în considerare în cazul pacienților care vor urma tratamentul chirurgical.
Excizia locală este utilizată pentru a îndepărta melanomul și o porțiune din țesutul epitelial sănătos înconjurător. Scopul principal este rezecția tumorii primare cu realizarea unor margini chirurgicale impecabile, a evaluării invaziei tumorii regionale, și asigurarea supraviețuirii prin tratament.
După rezecția chirurgicală a melanomului, unii dintre pacienți vor beneficia de chimioterapie pentru distrugerea celulelor maligne remanente.
Melanomul malign metastazează cel mai frecvent la nivelul ganglionilor limfatici regionali, iar prezența ganglionului santinelă reprezintă cel mai important factor care afectează prognosticul.
În cazul identificării macrometastazelor ganglionare, tratamentul standard constă în disecție ganglionară radicală. Excizia chirurgicală este, de asemenea, recomandată pentru metastaze unice la nivelul organelor parenchimatoase, abordabile chirurgical, inclusiv la nivel cerebral. Excizia chirurgicală a melanomului stadiul IV oligometastatic se asociază cu îmbunătățirea supraviețuirii pe termen lung într-un procent mic, dar semnificativ de pacienți.

## Preventie
În prezent, nu există o metodă sigură de prevenție a melanomului malign. Epidemiologii sugerează, însă, că melanomul poate fi prevenit prin limitarea expunerii la razele ultraviolete (UV).
Recunoașterea factorilor de risc genotipici și fenotipici poate contribui la identificarea pacienților cu risc înalt care ar putea beneficia cel mai mult de pe urma măsurilor de prevenție primară sau secundară.
Prevenția primară se referă la acele măsuri menite să reducă factorii de risc. Campaniile de educare a populației cu privire la limitarea expunerii la UV și efectele radiațiilor UV pot fi mijloace eficiente în reducerea riscului de melanom. Recomandările generale includ: aplicarea cremei cu factor de protecție înalt, ochelari cu filtru UV, haine corespunzătoare, evitarea expunerii la soare la ore de vârf.
Prevenția secundară se referă la reducerea morbidității și a mortalității prin diagnosticarea timpurie a melanomului și începerea tratamentului.